# Other Sounds
Other Sounds — студійний альбом американського джазового музиканта-мульти-інструменталіста Юсефа Латіфа, випущений у 1959 році лейблом New Jazz.

## Опис
Other Sounds став першим альбомом, в якомі Юсеф Латіф вийшов за межі джазу і популярної музики, аби виконувати музику, яку він почув на Сході. На цій сесії він став використовувати аргюль. Гурт Латіфа на цій сесії включає флюгельгорніста Вілбура Гардена, піаніста Г'ю Лоусона (який також грає на турецьких пальчикових тарілочках), басиста Ерні Фарроу (який тут ще грає і на ребабі) і ударника Олівера Джексона. Сет відкриває свінгова версія в стилі пост-бопу «All Alone» Ірвінга Берліна. На «Mahaba» увесь гурт співає на вигаданій мові і використовує африканські інструменти, окрім флейти.

## Список композицій
1. «All Alone» (Ірвінг Берлін) — 5:02
2. «Anastasia» (Альфред Ньюмен) — 6:56
3. «Minor Mood» (Юсеф Латіф) — 9:32
4. «Taboo» (Маршарита Лекуона, Боб Расселл) — 9:11
5. «Lambert's Point» (Вілбур Гарден) — 4:41
6. «Mahaba» (Юсеф Латіф) — 3:44

## Учасники запису
- Юсеф Латіф — тенор-саксофон, флейта, аргуль
- Вілбур Гарден — флюгельгорн
- Г'ю Лоусон — фортепіано, турецькі пальчикові тарілочки
- Ерні Фарроу — контрабас, ребаб
- Олівер Джексон — ударні, гонг, перкусія

Технічний персонал
- Боб Вейнсток — продюсер
- Руді Ван Гелдер — інженер
- Айра Гітлер — текст